# Cầu diệp củ hẹp
Cầu diệp củ hẹp hay lọng bút (danh pháp hai phần: Bulbophyllum stenobulbon) là một loài phong lan thuộc chi Bulbophyllum. Loài này phân bố từ Sikkim đến miền nam Trung Quốc và Đông Dương, trong đó có Việt Nam.